# 2376 Мартинов
2376 Мартинов (енгл. 2376 Martynov) је астероид са пречником од приближно 37,92 .
Афел астероида је на удаљености од 3,559 астрономских јединица (АЈ) од Сунца, а перихел на 2,854 АЈ.
Ексцентрицитет орбите износи 0,109, инклинација (нагиб) орбите у односу на раван еклиптике 3,848 степени, а орбитални период износи 2098,003 дана (5,744 година).
Апсолутна магнитуда астероида је 10,90 а геометријски албедо 0,053.
Астероид је откривен 22. августа 1977. године.